# Noel Dawson
Noel Dawson (ur. 4 kwietnia 1954) – australijski judoka.
Brązowy medalista mistrzostw Oceanii w 1979. Mistrz Australii w 1974 roku.